# Strålbehandling

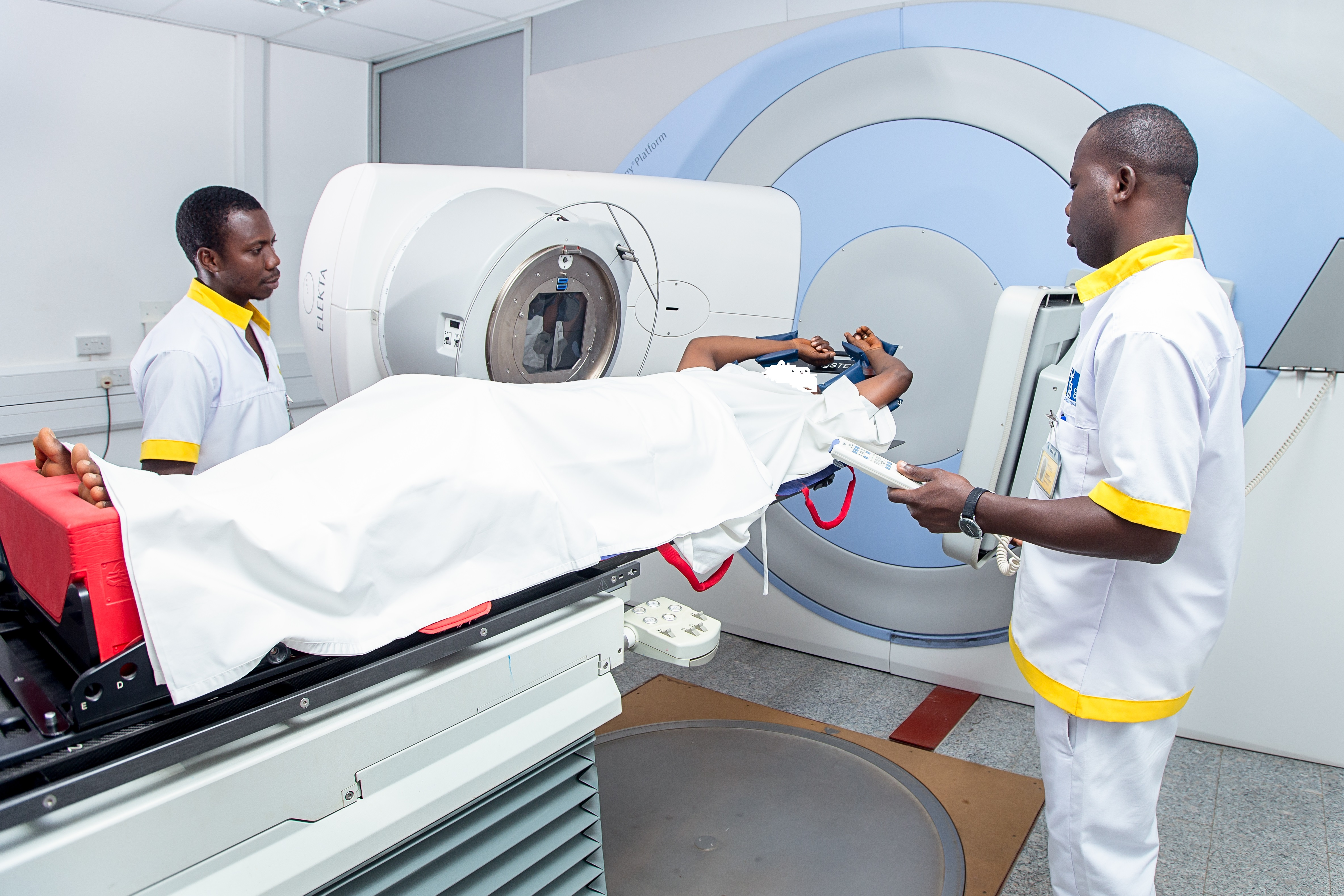
Strålbehandling, Ghana, 2017

Strålbehandling eller radioterapi är användning av joniserande strålning för behandling av cancer och vissa andra sjukdomar. Strålbehandling kan användas i botande syfte men också för exempelvis smärtlindring vid obotbara tumörsjukdomar.
Den medicinska apparatur som används vid strålbehandling kallas för linjäraccelerator (i dagligt tal kallad strålkanon). Cancertumörsstrålning kan bestå i tunga joner, protoner eller röntgenstrålning. Röntgenstrålning  användas vid ytliga tumörer, men den större delen av röntgenstrålarnas energi når endast några centimeter in i den mänskliga kroppen. Genom att stråla med tunga joner kan tumörer som sitter så långt som 30 cm in i kroppen nås.

## Historik

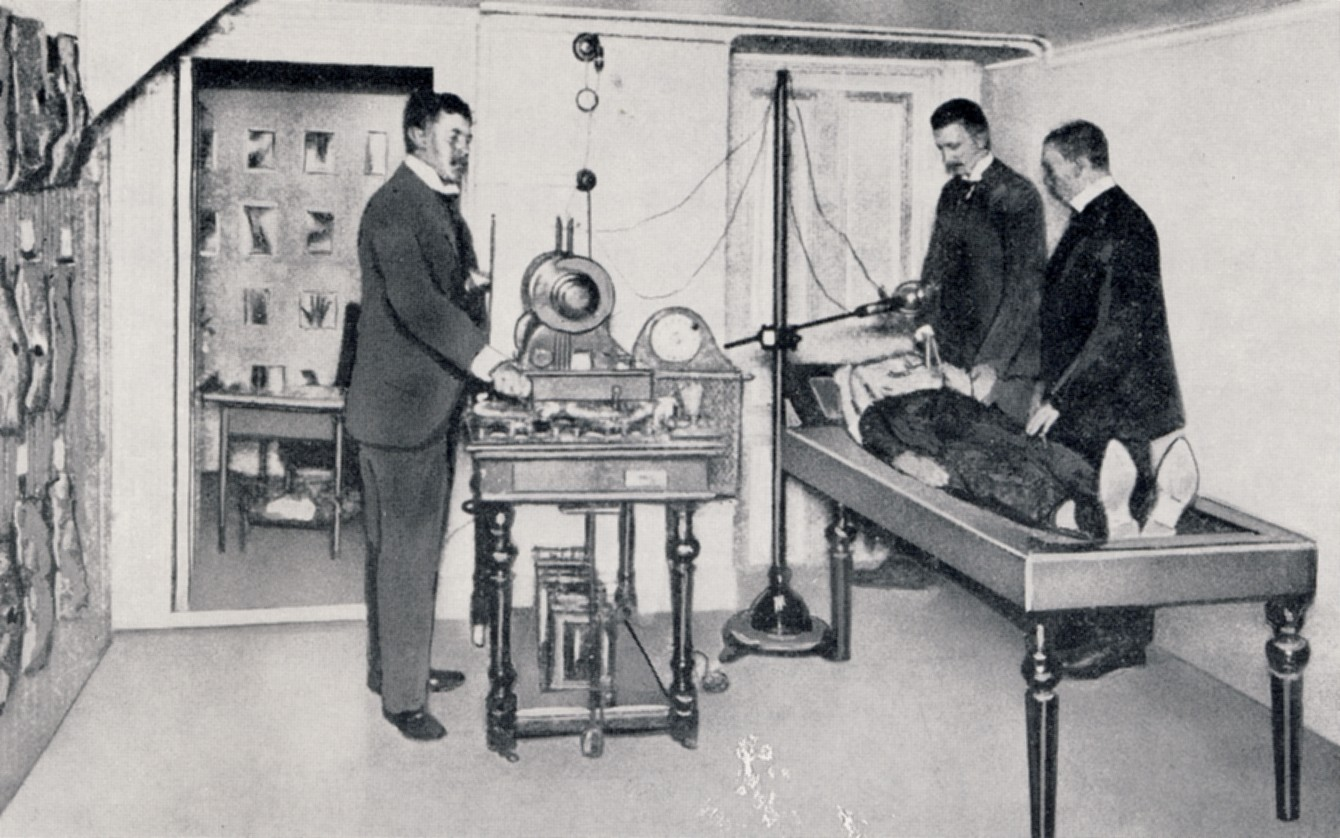
"Stenbecks röntgeninstitut" år 1899, från vänster: Thor Stenbeck, Gösta Forssell och Georg Liljenroth

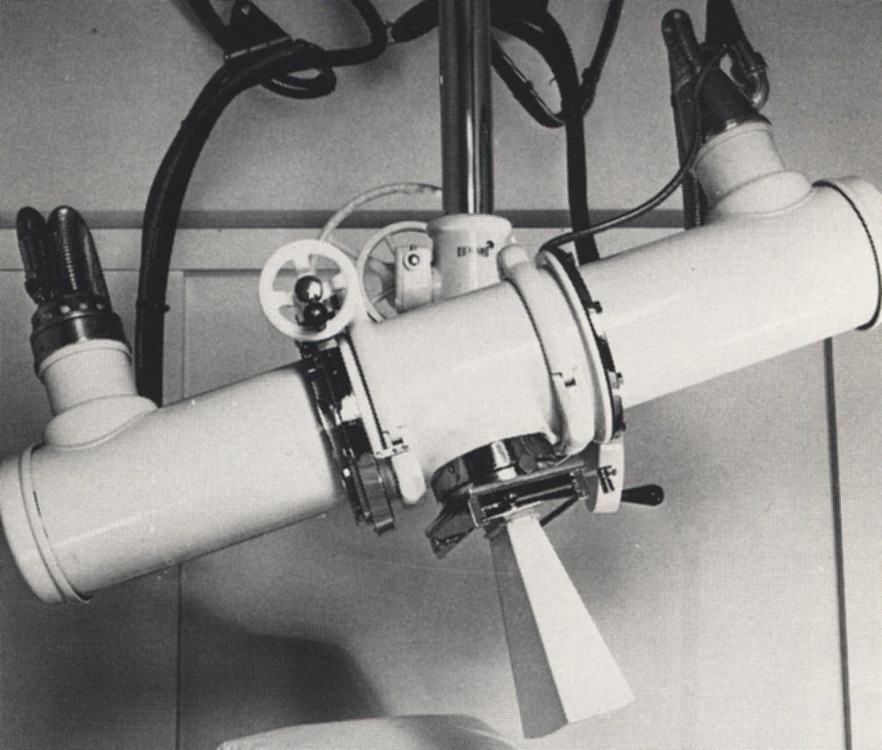
En av Radiumhemmets röntgenapparater, 1938

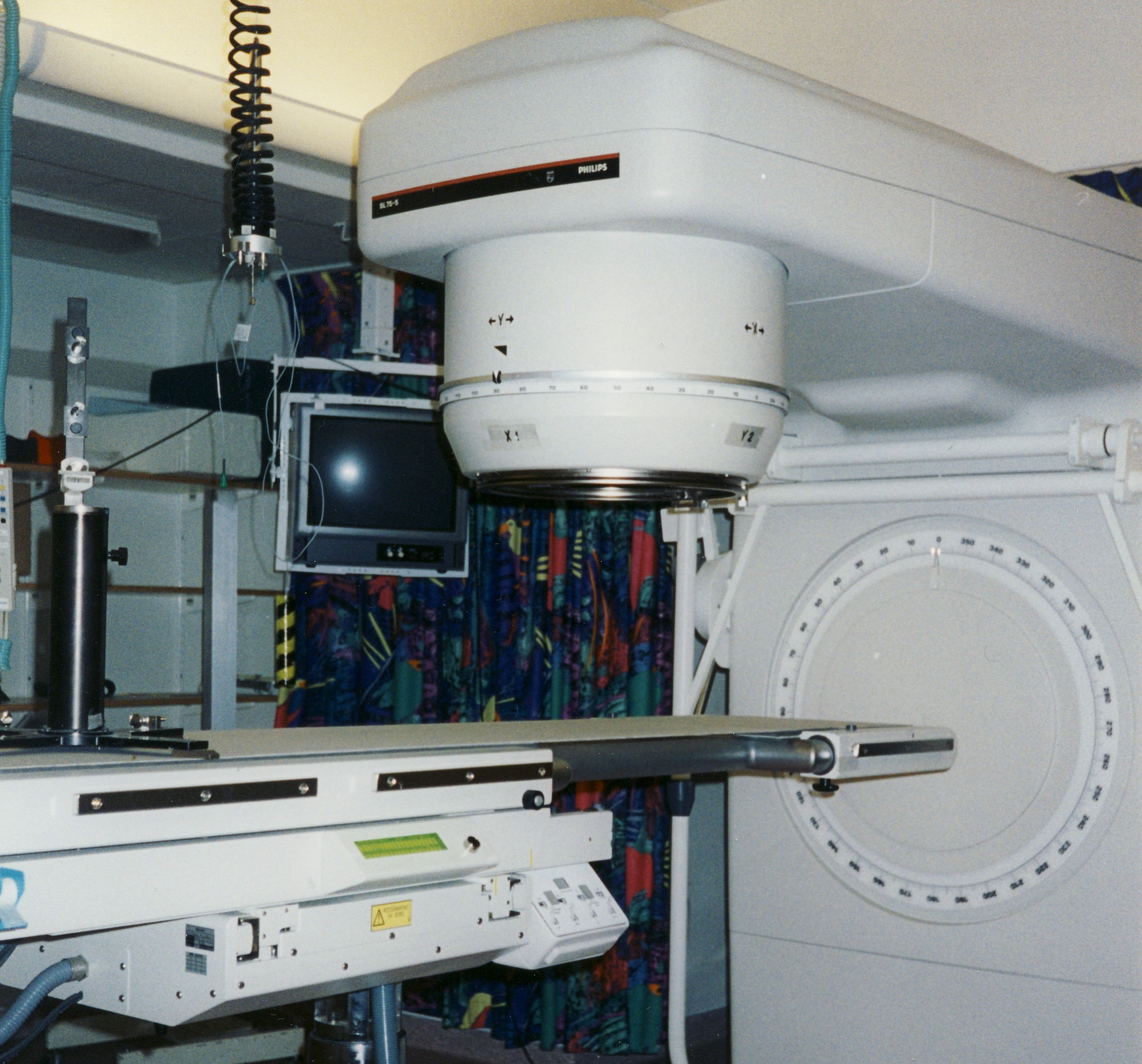
En av Radiumhemmets linjäracceleratorer, 2001

Att joniserande strålning kan användas vid behandling av cancersjukdomar upptäcktes några få år efter röntgenstrålarnas upptäckt 1896. En pionjär inom radiologin var Thor Stenbeck, verksam i Stockholm. Stenbeck genomförde 1899 världens första framgångsrika strålbehandling av en hudcancer med hjälp av röntgenstrålning. Behandlingen utfördes på Stenbecks röntgeninstitut vid Mäster Samuelsgatan. Som assistent fungerade en ung medicinstudent, Gösta Forssell, som sedermera skulle bli en förgrundsgestalt inom strålterapin och långvarig chef för Radiumhemmet. Hudcancerpatienten behandlades med 99 strålningar under nio månader. Knappt 30 år senare visades kvinnan upp av professor Forssell vid ett röntgenmöte 1928, då hon var fortfarande helt symptomfri.

## Strålterapi
Strålningen orsakar i vävnad en jonisering av molekyler så att mycket reaktiva molekyler uppkommer. Dessa s.k. fria radikaler skadar cellkärnornas arvsmassa (DNA) och reparationssystem. Celler är känsligast för joniserande strålning i och strax före delningsfasen. Såväl cancerceller som normala celler kan ha varierande känslighet för joniserande strålning. De biverkningar patienten upplever är bl.a. beroende av stråldos, vilken och hur stor del av kroppen som bestrålas samt typ av joniserande strålning. Vävnader med snabb cellomsättning som till exempel slemhinnor och hud får ofta akuta strålreaktioner i form av inflammationssymptom under behandlingsperioden. Dessa symptom klingar av inom några veckor efter det att behandlingen avslutats. Andra vävnader med låg eller ingen cellomsättning som till exempel nervvävnad kan drabbas av sena biverkningar som kan debutera månader till år efter behandlingens avslutande. Sena biverkningar är i värsta fall bestående. Målsättningen för strålbehandlingen är att om möjligt helt undvika sena biverkningar samtidigt som man har en tillräckligt god effekt på tumörsjukdomen. Joniserande strålning kan också ge upphov till mutationer i arvsmassan inom bestrålat område, vilka i sin tur kan ge upphov till nya tumörer. Risken för den enskilda patienten att drabbas av en sådan sekundär cancer är dock mycket låg.
Modern cancervård innebär ofta att man kombinerar olika behandlingsmetoder. Strålbehandling kan ges före eller efter kirurgi och kan kombineras med medicinsk behandling i form av hormonbehandling, cytostatika ("cellgifter"),  eller biologiska cancerläkemedel. 
Extern strålbehandling, som är den vanligaste metoden, innebär att strålkällan befinner sig utanför patientens kropp. Extern strålbehandling av mer modernt snitt blev möjlig genom den s.k. koboltkanonen. Strålkällan i denna är radioaktivt kobolt som utsänder gammastrålning, vilket är fotonstrålning med hög energi, som uppstår vid vissa radioaktiva sönderfall. Den apparattyp som i dag dock är mest använd är linjäracceleratorn, som kan ge foton- och elektronstrålning. Partikelstrålning i form av protoner och lätta joner har speciella fysikaliska egenskaper, som kan göra dem intressanta för medicinsk användning, men används endast i begränsad omfattning på grund av de stora investeringar som en behandlingsanläggning kräver. En cyklotron eller synkrotron fordras för att erhålla dessa partikelslag. En modern nationell anläggning för protonterapi, Skandionkliniken, är sedan augusti 2015 i drift i Uppsala.
Brachyterapi innebär att radioaktiva preparat placeras inuti eller i direkt kontakt med det organ som skall behandlas. Metoden hade under en period dåligt rykte på grund av att behandlingspersonalen kunde utsättas för relativt höga stråldoser. Med modern efterladdningsteknik kan detta problem dock bemästras och metodens användning ökar snabbt. Brachyterapi används i dag huvudsakligen vid gynekologisk cancer och prostatacancer. 
I vissa sammanhang kan radioaktiva substanser (radiofarmaka) injiceras i blodbanan, drickas eller sväljas (som kapsel). Radiojod, I-131, är en vanlig behandling av överaktiv sköldkörtel (giftstruma) och i högre dos som efterbehandling av sköldkörtelcancer för att förstöra (ablatera) kvarvarande cell- och cancerrester som inte kunnat tas bort kirurgiskt. Strontium, Sr-89, samarium, Sm-153 och radium, Ra-223, används för behandling av smärtande metastaser i skelettet. Radiofosfor, P-32, används för behandling av vissa blodsjukdomar.

## Planering och genomförande
När en patient skall bli föremål för strålbehandling i botande syfte börjar man i dag vanligen med att göra en datortomografi-undersökning av patienten. Patienten är då stabiliserad vid britsen med en mask eller liknande så att man vet dess exakta position vid själva behandlingen. På masken markeras mitten, så att man vid behandlingen med hjälp av lasrar kan placera patienten i exakt samma position igen så rätt vävnad blir bestrålad. Eventuellt görs en liten markeringstatuering på patienten med utifrån lasrarnas position Bilderna skickas sedan till ett dosplaneringssystem där läkaren kan identifiera området som skall bestrålas samt riskorgan som skall undvikas eller bara få begränsad stråldos. Dosplaneringspersonal utarbetar därefter förslag på hur behandlingen praktiskt skall genomföras, s.k. dosplaner. Dessa bedöms av läkare och fysiker, och efter godkännande skickas de vidare som instruktioner till utrustningen som skall utföra strålbehandlingen, till exempel linjäracceleratorn. Informationen som hanteras i de olika stegen beskrivs av standarden DICOM.

### Bildgalleri
Bilderna visar en stabiliseringsmask formad exakt efter patientens kropp för att få denne så stabil som möjligt. Masken fästs över patienten och spänns hårt fast i britsen. Därefter riktas markeringslasrarna, det gröna strecket, in efter markeringarna i masken.

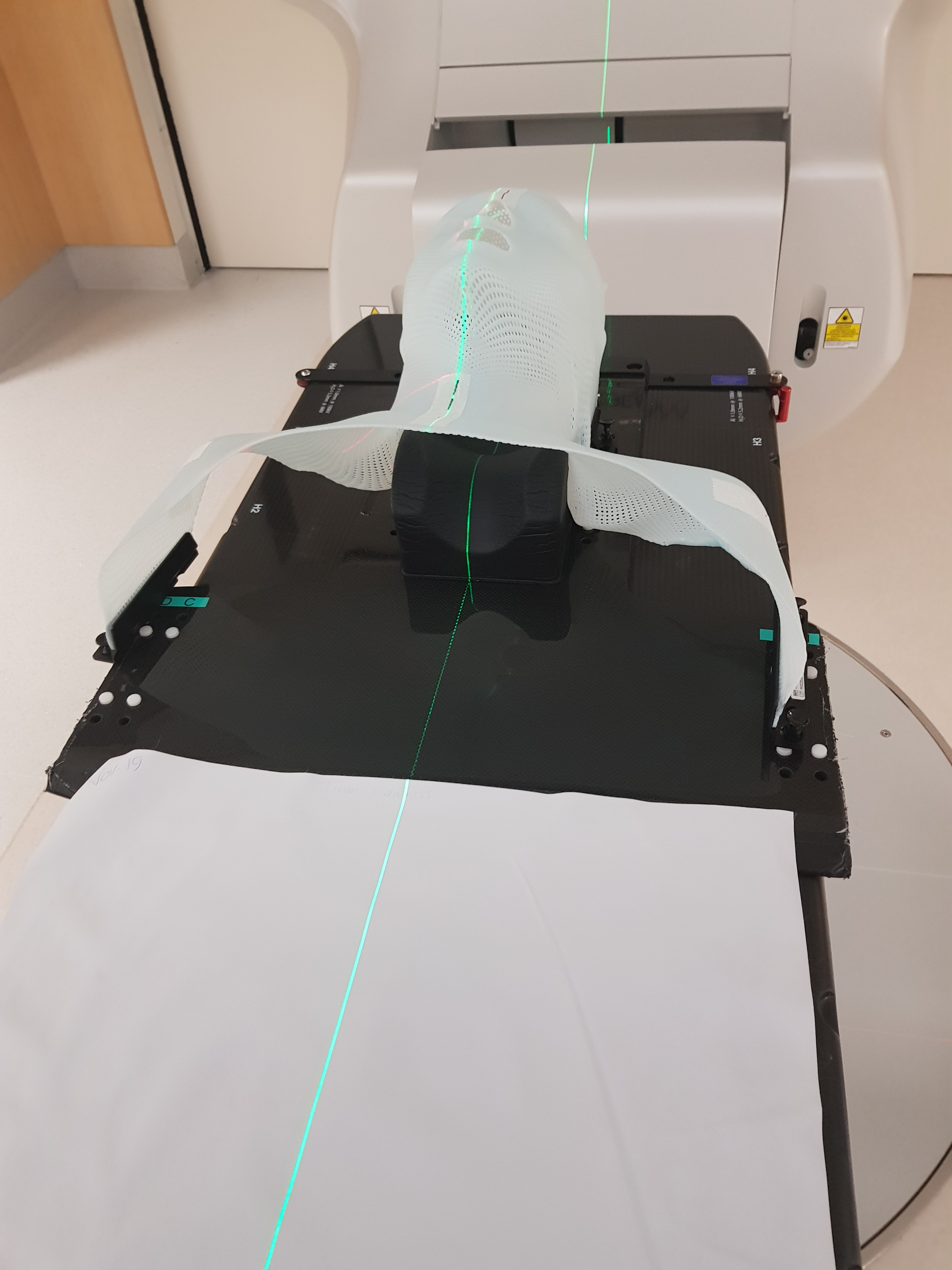
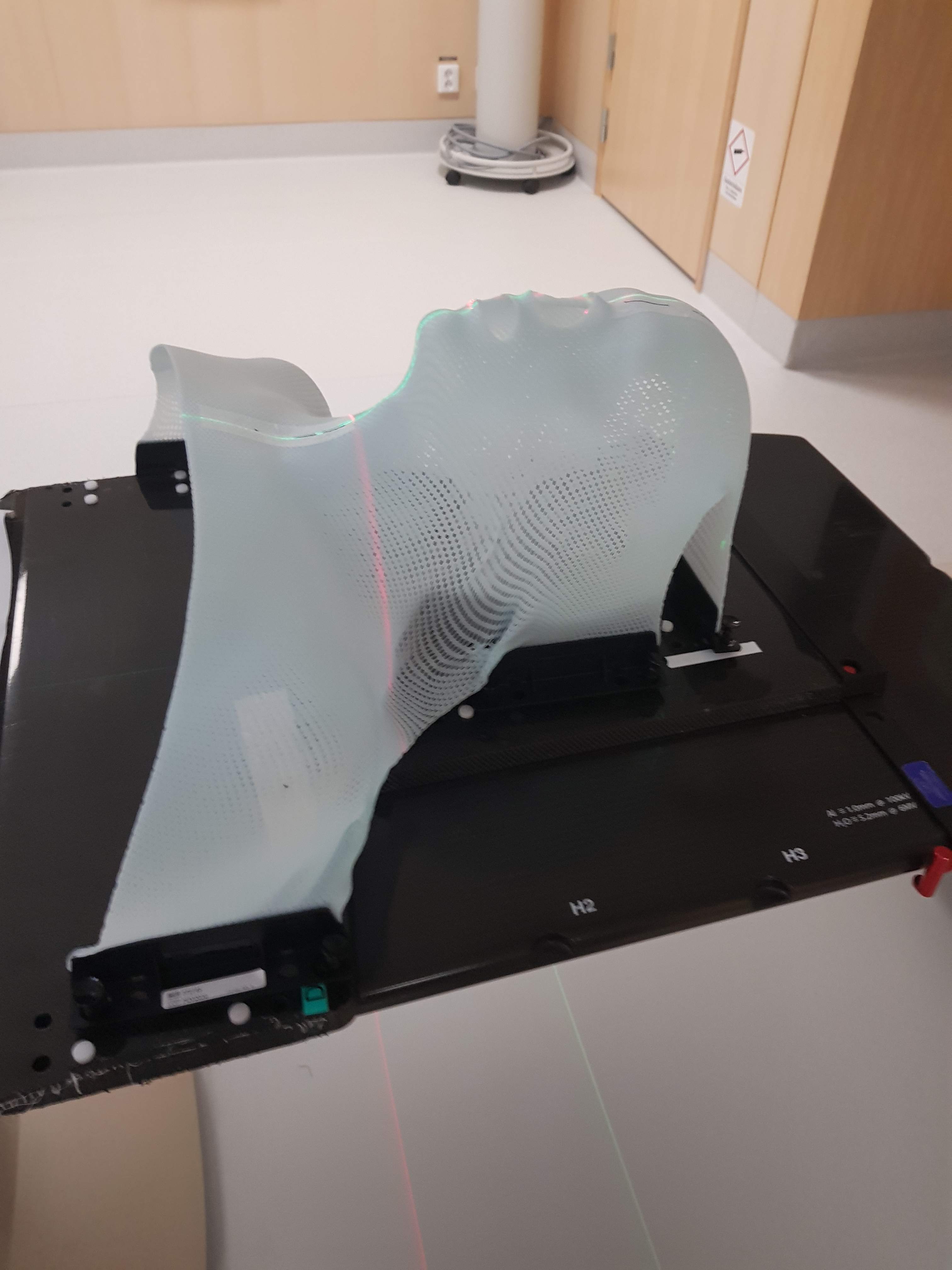
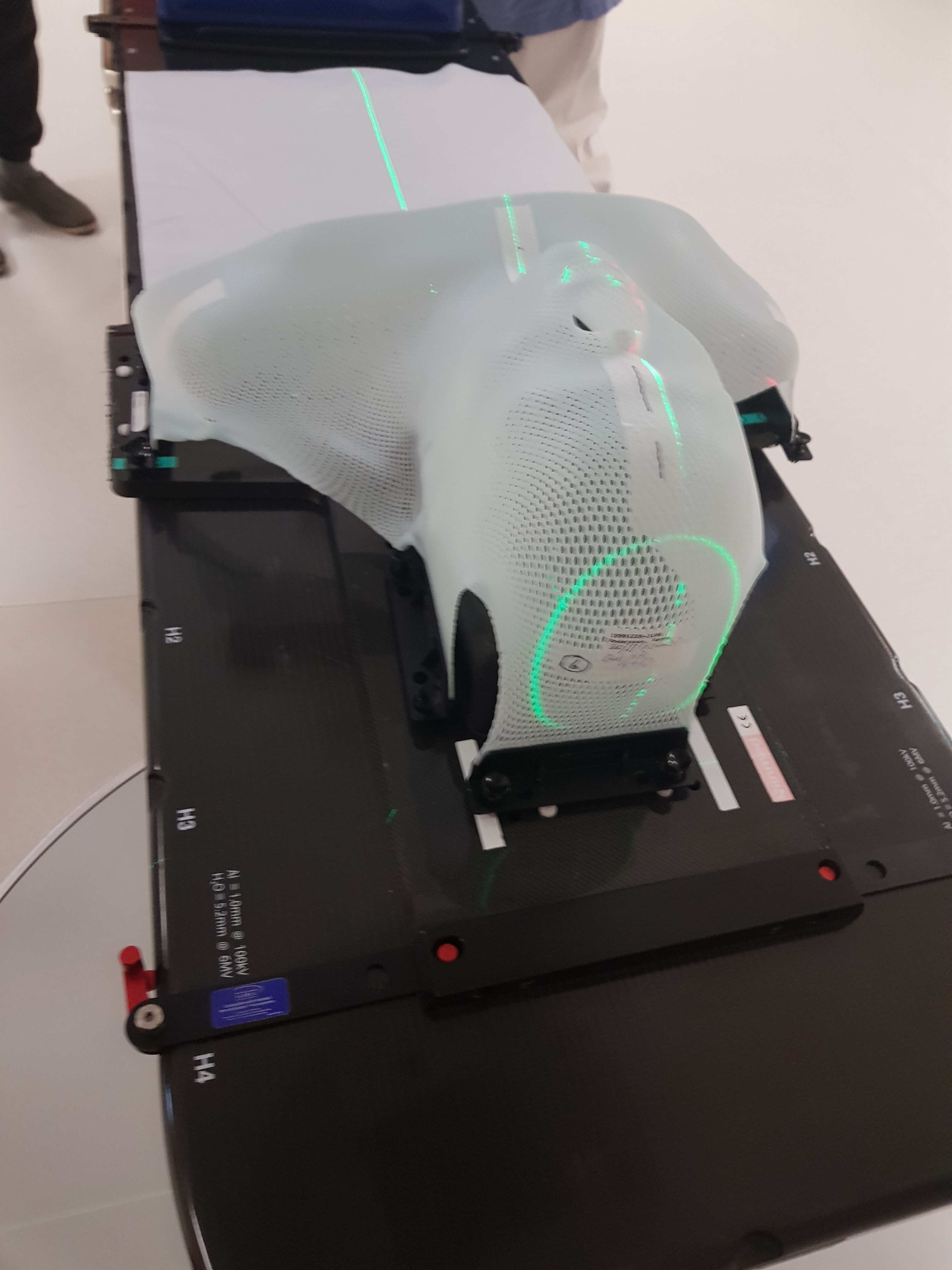